# Blenstrup (Rebild Kommune)
|  | Blenstrup er også en bebyggelse i Gjerlev Sogn, se Blenstrup (Randers Kommune) |
Blenstrup ligger i Himmerland og er en lille by med 500 indbyggere  (2024), beliggende tæt ved Rold Skov. 22 kilometer syd for Aalborg og 23 kilometer fra Hadsund, ved hovedvej 507 mellem Aalborg og Hadsund. Den hører til Rebild Kommune og er beliggende i Region Nordjylland.
Hovedgaden er Østerbygade/Vesterbygade.
Blenstrup har flere landsbyer omkring sig, bl.a. Gerding, Horsens, Askildrup, Lindenborg og Dollerup, som er med til holde gang i skolen, hallen og handlen i Blenstrup by.
Blenstrup har et rigt foreningsliv, med over 20 foreninger.
Blenstrup er en af de få byer i Danmark, der fastholder traditionen med en majbøg/majstang. Det sker hvert år på pinselørdag.
I Blenstrup er der en lille skole med ca. 100 elever.
og en børnehave med 110 børn.

## Indbyggertal
| År   | Antal indbyggere |
| ---- | ---------------- |
| 1997 | 583              |
| 2006 | 546              |
| 2007 | 544              |
| 2008 | 537              |
| 2009 | 552              |
| 2010 | 562              |
| 2011 | 535              |
| 2012 | 538              |
| 2013 | 541              |
| 2014 | 540              |